# Sepia foliopeza
Sepia foliopeza är en bläckfiskart som beskrevs av Takashi A. Okutani och Motozi Tagawa 1987. Sepia foliopeza ingår i släktet Sepia och familjen Sepiidae. IUCN kategoriserar arten globalt som otillräckligt studerad. Inga underarter finns listade i Catalogue of Life.